# 리키 울먼
리키 울먼(Ricky Ullman, 1986년 1월 24일 ~ )은 미국의 배우이다.

## 출연 작품
- 데이비드를 찾아서
- 드리프트우드 - 데이비드 포레스트 역
- 하우 투 메이크 러브 투 어 우먼
- 어 센스 오브 휴머 - 래핑 맨 역
- 스프링 브레이크 `83 - 빌리 역